# 外ヶ浜町
外ヶ浜町（そとがはままち）は、青森県北部、津軽半島の北東部に位置し、東津軽郡に属する町。津軽半島最北部に位置する。旧三厩村域は飛地となっている。
2005年（平成17年）3月28日に同郡に属していた3町村が合併して発足した。

## 地理
町域は旧蟹田町・旧平舘村の部分と旧三厩村の部分に二分されており、今別町を挟んで飛地となっている。前者は陸奥湾の入口にあたる平舘海峡に面しており、後者は津軽海峡北端部を占めており津軽海峡に面する。

### 隣接している自治体
- 五所川原市
- 東津軽郡：今別町、蓬田村
- 北津軽郡：中泊町
- 北海道松前郡：福島町 - 青函隧道（北海道新幹線・海峡線）内で隣接[注釈 1]。トンネルの上の津軽海峡中央部は公海[1]（但し日本の排他的経済水域[2]）。

### 地区
大字・小字の詳細な表記は、品吉なら「外ヶ浜町蟹田小国品吉」、釜野沢なら「外ヶ浜町平舘今津釜野沢」、梹椰なら「外ヶ浜町宇鉄梹椰（2005年までの旧表記：三厩村大字梹榔）」となる。

#### 蟹田
石浜（いしはま）、大平（おおだい）、小国（おぐに）、蟹田（かにた）、上蟹田（うえかにた）、下蟹田（したかにた）、塩越（しおこし）、品吉（しなよし）、外黒山（そとくろやま）、（蟹田）高銅屋（たかどうや）、中師（ちゅうし）

#### 平舘
今津地区と野田地区に分かれる
石崎沢（いしざきさわ）、磯山（いそやま）、今津（いまづ）、元宇田（もとうた）、門の沢（かどのさわ）、釜野沢（釜の沢、かまのさわ）、（今津-、野田-）才の神（さいのかみ）、平舘（たいらだて）、田の沢（たのさわ）、鳴川（なるかわ）、根岸（ねぎし）、弥蔵釜（やぞうがま）

#### 三厩
宇鉄（うてつ）、元宇鉄（もとうてつ）、上宇鉄（かみうてつ）、木落（きおどし）、源兵衛間(げんべえま)、算用師（さんようし）、四枚橋（しまいばし）、尻神（しりかみ）、龍浜（たつはま - 竜飛崎にあたる）、中浜（なかはま）、梨の木間（なしのきま）、嶋神（なるかみ）、梹榔（ひょうろう）、鐇泊（まさかりどまり）、増川（ますかわ）、（三厩）新町（しんちょう）、東町(ひがしまち)、（三厩）本町（ほんちょう）、鎧島（よろいじま）、六条間（六條間、ろくじょうま）

## 気候
寒暖の差が大きく気温の年較差、日較差が大きい顕著な大陸性気候である。降雪量が多く、豪雪地帯に指定されている。
| 蟹田（1991年 - 2020年）の気候      | 蟹田（1991年 - 2020年）の気候 | 蟹田（1991年 - 2020年）の気候 | 蟹田（1991年 - 2020年）の気候 | 蟹田（1991年 - 2020年）の気候 | 蟹田（1991年 - 2020年）の気候 | 蟹田（1991年 - 2020年）の気候 | 蟹田（1991年 - 2020年）の気候 | 蟹田（1991年 - 2020年）の気候 | 蟹田（1991年 - 2020年）の気候 | 蟹田（1991年 - 2020年）の気候 | 蟹田（1991年 - 2020年）の気候 | 蟹田（1991年 - 2020年）の気候 | 蟹田（1991年 - 2020年）の気候 |
| 月                                 | 1月                           | 2月                           | 3月                           | 4月                           | 5月                           | 6月                           | 7月                           | 8月                           | 9月                           | 10月                          | 11月                          | 12月                          | 年                            |
| ---------------------------------- | ----------------------------- | ----------------------------- | ----------------------------- | ----------------------------- | ----------------------------- | ----------------------------- | ----------------------------- | ----------------------------- | ----------------------------- | ----------------------------- | ----------------------------- | ----------------------------- | ----------------------------- |
| 最高気温記録 °C （°F）             | 12.3 (54.1)                   | 14.1 (57.4)                   | 21.1 (70)                     | 28.5 (83.3)                   | 29.9 (85.8)                   | 30.4 (86.7)                   | 33.5 (92.3)                   | 34.6 (94.3)                   | 33.6 (92.5)                   | 27.9 (82.2)                   | 24.6 (76.3)                   | 17.4 (63.3)                   | 34.6 (94.3)                   |
| 平均最高気温 °C （°F）             | 1.6 (34.9)                    | 2.3 (36.1)                    | 6.0 (42.8)                    | 11.9 (53.4)                   | 16.7 (62.1)                   | 19.9 (67.8)                   | 23.6 (74.5)                   | 25.7 (78.3)                   | 23.2 (73.8)                   | 17.5 (63.5)                   | 10.7 (51.3)                   | 4.2 (39.6)                    | 13.6 (56.5)                   |
| 日平均気温 °C （°F）               | −1.4 (29.5)                   | −1.0 (30.2)                   | 2.0 (35.6)                    | 7.2 (45)                      | 12.1 (53.8)                   | 16.0 (60.8)                   | 20.3 (68.5)                   | 22.2 (72)                     | 18.7 (65.7)                   | 12.2 (54)                     | 6.2 (43.2)                    | 0.7 (33.3)                    | 9.6 (49.3)                    |
| 平均最低気温 °C （°F）             | −4.8 (23.4)                   | −4.7 (23.5)                   | −2.3 (27.9)                   | 2.2 (36)                      | 7.7 (45.9)                    | 12.6 (54.7)                   | 17.5 (63.5)                   | 19.0 (66.2)                   | 14.3 (57.7)                   | 7.0 (44.6)                    | 1.7 (35.1)                    | −2.6 (27.3)                   | 5.6 (42.1)                    |
| 最低気温記録 °C （°F）             | −16.2 (2.8)                   | −15.2 (4.6)                   | −13.6 (7.5)                   | −8.4 (16.9)                   | −1.3 (29.7)                   | 4.3 (39.7)                    | 8.8 (47.8)                    | 9.6 (49.3)                    | 3.4 (38.1)                    | −1.6 (29.1)                   | −6.8 (19.8)                   | −12.2 (10)                    | −16.2 (2.8)                   |
| 降水量 mm （inch）                 | 104.0 (4.094)                 | 83.5 (3.287)                  | 78.9 (3.106)                  | 84.4 (3.323)                  | 105.0 (4.134)                 | 102.1 (4.02)                  | 139.6 (5.496)                 | 177.7 (6.996)                 | 161.2 (6.346)                 | 129.3 (5.091)                 | 139.3 (5.484)                 | 125.5 (4.941)                 | 1,430.4 (56.315)              |
| 平均降水日数 （≥1.0 mm）           | 21.1                          | 17.6                          | 15.2                          | 12.1                          | 10.7                          | 8.8                           | 10.6                          | 10.6                          | 11.7                          | 13.8                          | 17.7                          | 21.0                          | 170.8                         |
| 平均月間日照時間                   | 54.3                          | 78.8                          | 139.0                         | 191.9                         | 199.4                         | 170.7                         | 136.4                         | 164.0                         | 166.0                         | 153.3                         | 89.7                          | 54.1                          | 1,597.5                       |
| 出典1：Japan Meteorological Agency |                               |                               |                               |                               |                               |                               |                               |                               |                               |                               |                               |                               |                               |
| 出典2：気象庁                      |                               |                               |                               |                               |                               |                               |                               |                               |                               |                               |                               |                               |                               |

## 歴史
- 1889年（明治22年）4月1日：町村制施行により東津軽郡蟹田村、平舘村、三厩村が発足。
- 1941年（昭和16年）10月5日：蟹田村が町制を施行して蟹田町となる。
- 2005年（平成17年）3月28日：蟹田町・平舘村・三厩村が合併して外ヶ浜町が発足。

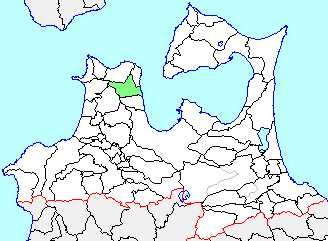
旧蟹田町の町域
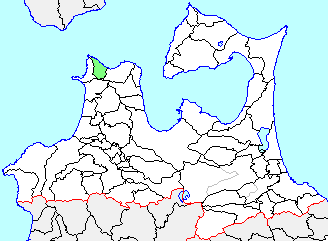
旧三厩村の村域
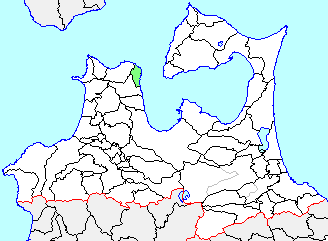
旧平舘村の村域

## 行政・議会
- 町長：山﨑結子（2017年4月24日就任、2期目）

| 代             | 氏名     | 就任日        | 退任日        |
| -------------- | -------- | ------------- | ------------- |
| 町長職務執行者 | 不明     | 2005年3月28日 | 2005年4月24日 |
| 初-3代         | 森内勇   | 2005年4月24日 | 2017年4月24日 |
| 4-5代          | 山﨑結子 | 2017年4月24日 | 現職          |

- 町議会：定数11人（任期：2023年まで）
- 青森地域広域事務組合(管轄：外ヶ浜町・青森市・今別町・蓬田村・平内町)

### 姉妹都市・提携都市
- 北海道茅部郡森町[5]

## 公的機関

### 警察
青森県警察
- 外ヶ浜警察署

### 消防
青森地域広域事務組合消防本部
- 外ヶ浜分署

## 地域

### 人口
平成27年国勢調査より前回調査からの人口増減をみると、12.57％減の6,198人であり、増減率は県下40市町村中36位。
| |                                          |  |
| 外ヶ浜町と全国の年齢別人口分布（2005年） | 外ヶ浜町の年齢・男女別人口分布（2005年） |  |
| ■紫色 ― 外ヶ浜町 ■緑色 ― 日本全国 | ■青色 ― 男性 ■赤色 ― 女性                |  |
| 外ヶ浜町（に相当する地域）の人口の推移 \| 1970年（昭和45年） \| 16,258人 \| \| \| 1975年（昭和50年） \| 15,999人 \| \| \| 1980年（昭和55年） \| 14,955人 \| \| \| 1985年（昭和60年） \| 12,855人 \| \| \| 1990年（平成2年） \| 10,663人 \| \| \| 1995年（平成7年） \| 9,813人 \| \| \| 2000年（平成12年） \| 9,170人 \| \| \| 2005年（平成17年） \| 8,215人 \| \| \| 2010年（平成22年） \| 7,089人 \| \| \| 2015年（平成27年） \| 6,198人 \| \| \| 2020年（令和2年） \| 5,401人 \| \| |                                          |  |
| 総務省統計局 国勢調査より |                                          |  |
| 1970年（昭和45年） | 16,258人                                 |  |
| 1975年（昭和50年） | 15,999人                                 |  |
| 1980年（昭和55年） | 14,955人                                 |  |
| 1985年（昭和60年） | 12,855人                                 |  |
| 1990年（平成2年） | 10,663人                                 |  |
| 1995年（平成7年） | 9,813人                                  |  |
| 2000年（平成12年） | 9,170人                                  |  |
| 2005年（平成17年） | 8,215人                                  |  |
| 2010年（平成22年） | 7,089人                                  |  |
| 2015年（平成27年） | 6,198人                                  |  |
| 2020年（令和2年） | 5,401人                                  |  |

### 支所

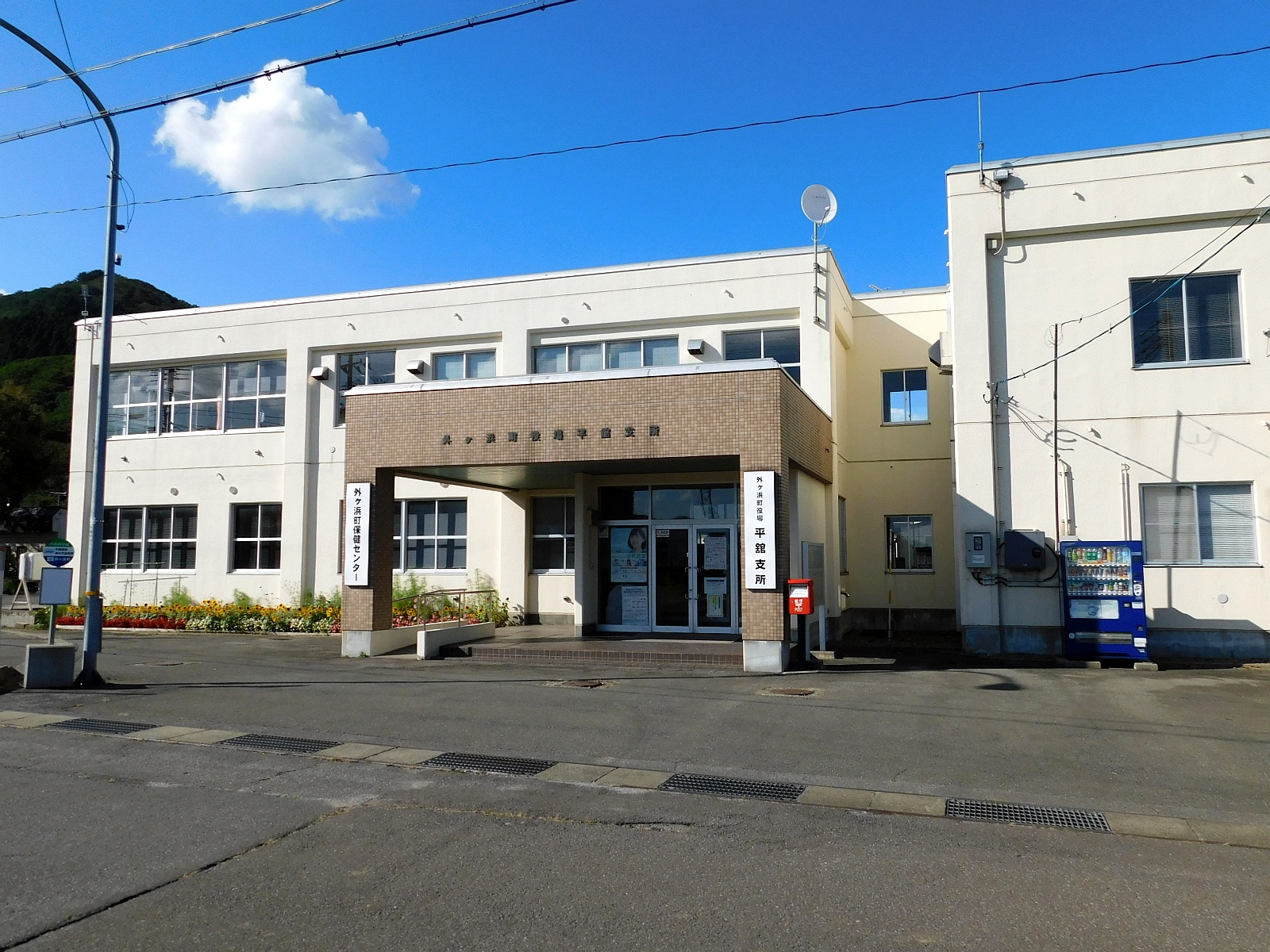
平舘支所

- 平舘支所（旧平舘村役場庁舎を使用していたが、2009年に外ヶ浜町保健センター内に移転）
- 三厩支所（旧三厩村役場庁舎を使用していたが、2009年に旧三厩商工会館に移転）

### 教育

#### 中学校
- 外ヶ浜町立蟹田中学校
- 外ヶ浜町立三厩中学校

※以下は廃校。
- 外ヶ浜町立平舘中学校（2019年・蟹田中学校へ統合）

#### 小学校
- 外ヶ浜町立蟹田小学校
- 外ヶ浜町立三厩小学校

※以下は廃校。
- 外ヶ浜町立平舘小学校（2019年・蟹田小学校へ統合）

## 経済

### 産業

#### 漁業
- 蟹田漁港
- 平舘漁港
- 三厩漁港
- 龍飛漁港
- 宇鉄漁港

### 郵便

#### 直営郵便局
- 蟹田郵便局〔集配局〕（84033）
- 三厩郵便局（84034）
- 陸奥平舘郵便局（84064）
- 龍飛岬郵便局（84112）
- 陸奥船岡郵便局（84190）

#### 簡易郵便局
- 大平簡易郵便局（84723）

## 交通

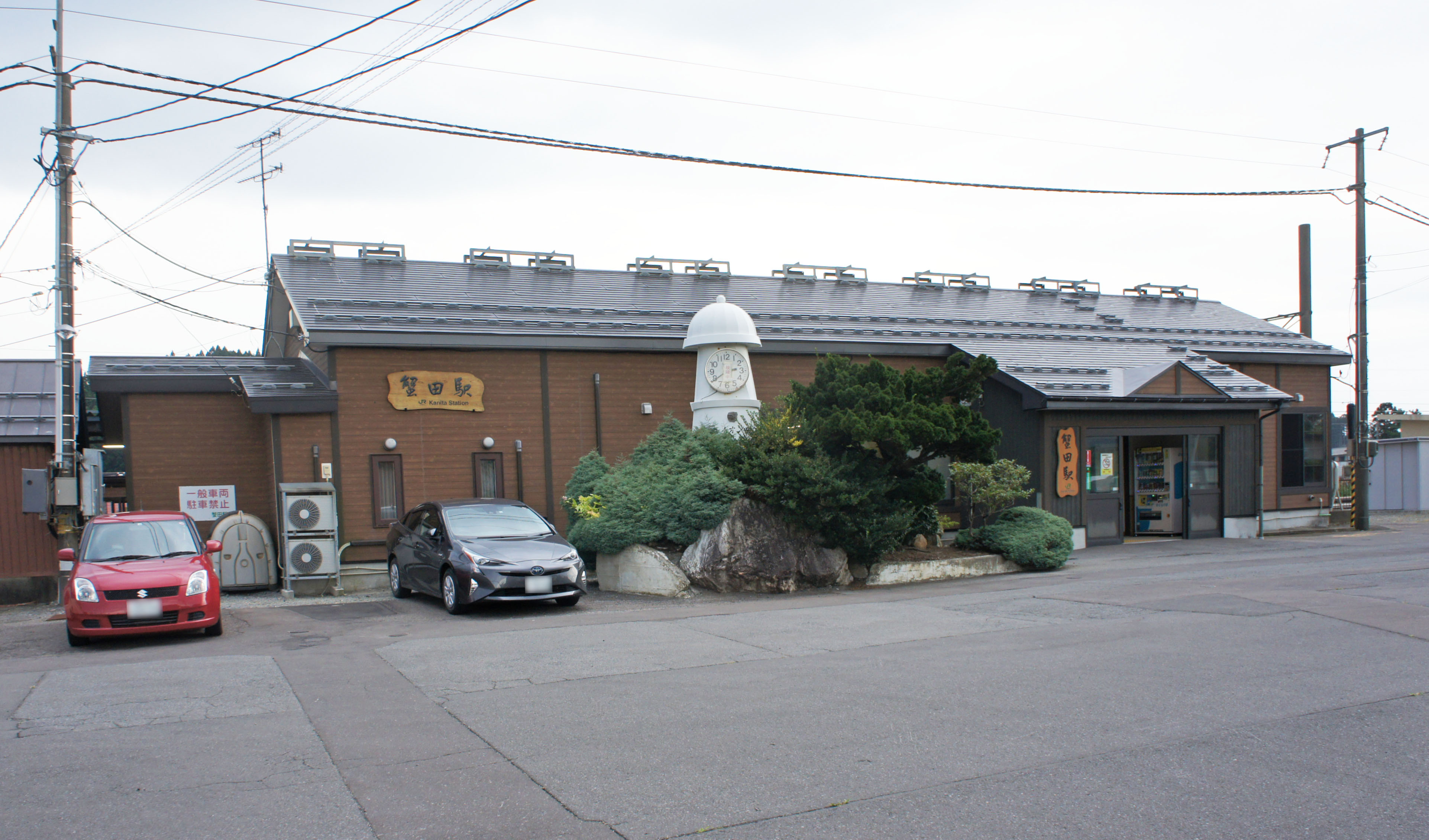
蟹田駅

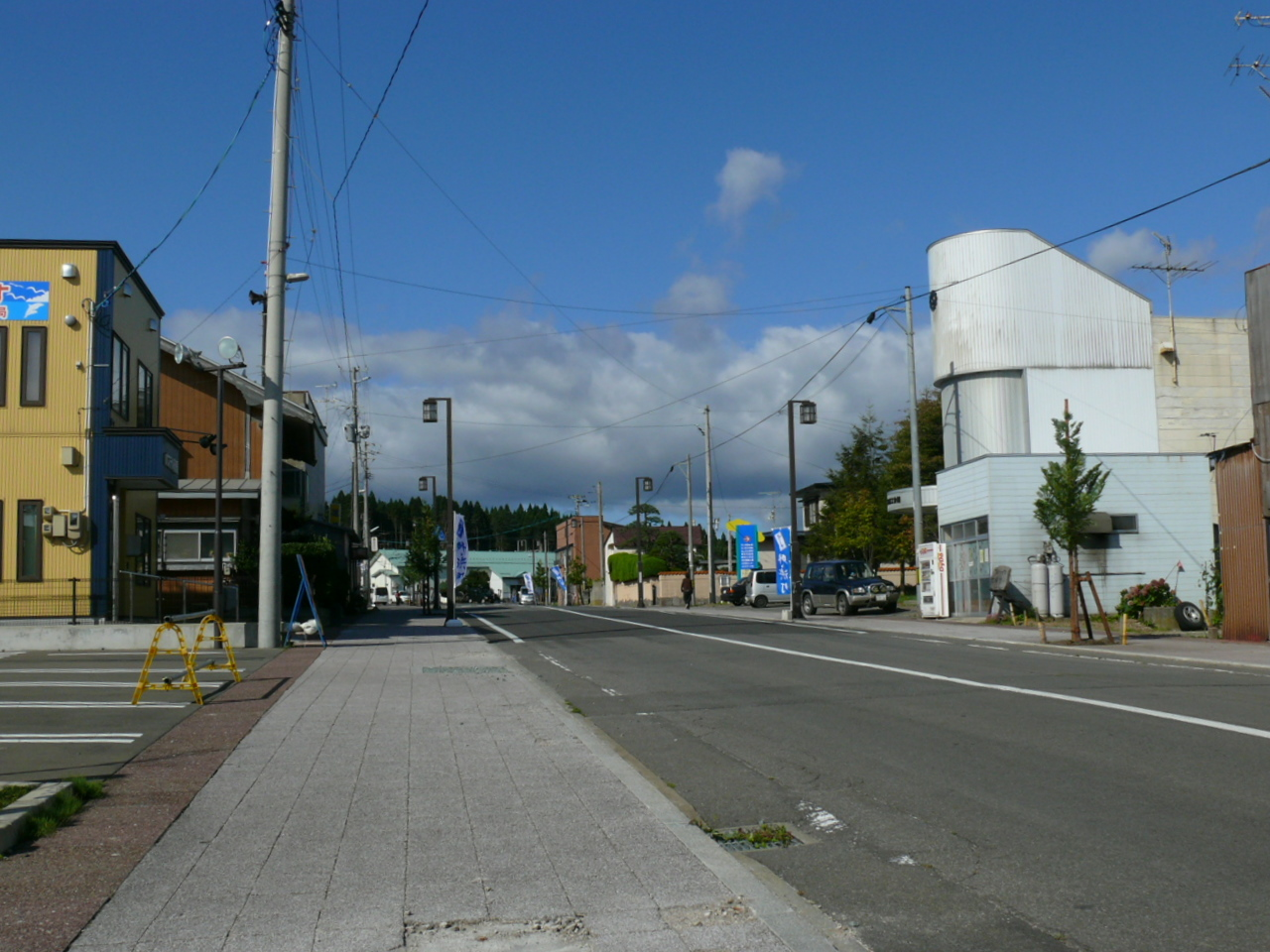
蟹田駅前

### 鉄道
東日本旅客鉄道 （JR東日本）
- 津軽線：蟹田駅 - 中小国駅 - 大平駅 - （今別町） - 三厩駅

北海道旅客鉄道（JR北海道）
- 海峡線：中小国駅

### バス
- 外ヶ浜町循環バス
  - 蟹田地区循環バス
  - 平舘地区循環バス（旧・平舘村営バス）
  - 三厩地区循環バス（旧・三厩村地域循環バス）

### 道路
- 一般国道
  - 国道280号
    - 道の駅たいらだて

  - 国道339号
    - 道の駅みんまや
- 主要地方道

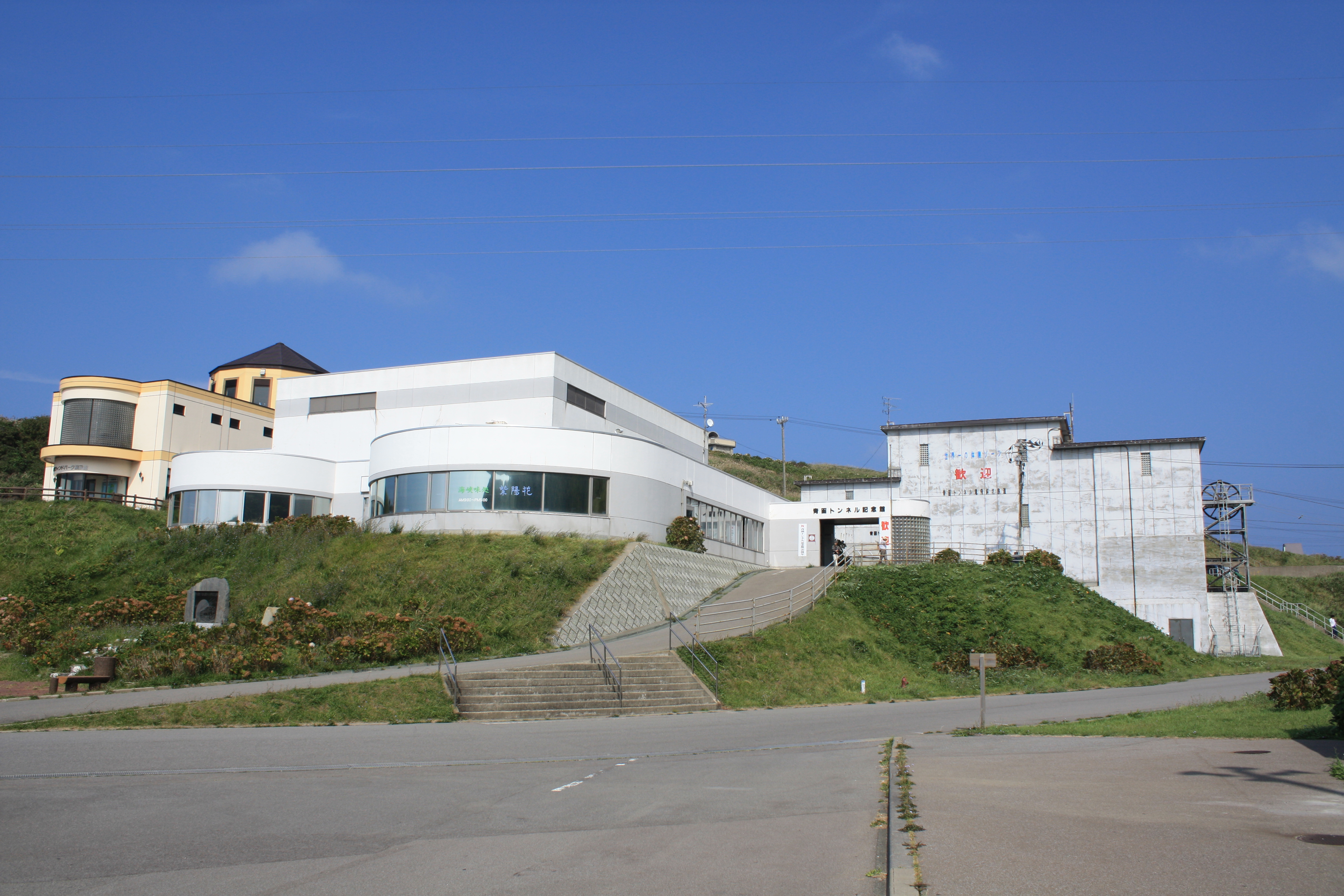
道の駅みんまや・青函トンネル記念館

  - 青森県道12号鰺ケ沢蟹田線（やまなみトンネル、大平トンネル）
  - 青森県道14号今別蟹田線
- 一般県道
  - 青森県道230号三厩停車場線
  - 青森県道238号蟹田停車場線
  - 青森県道281号三厩停車場竜飛崎線
  - 青森県道286号三厩小泊線

### 船舶

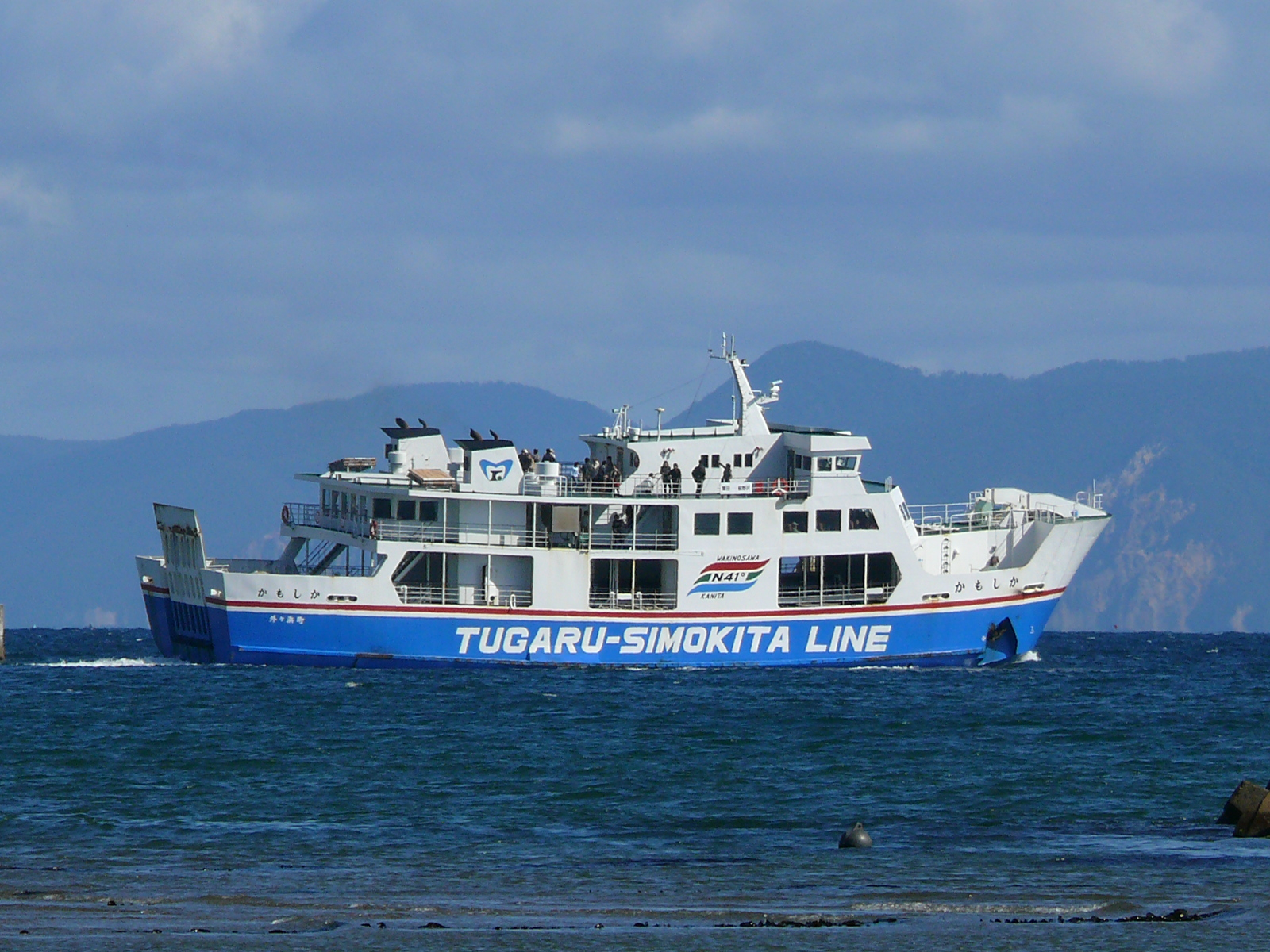
むつ湾フェリー

- 蟹田港

むつ湾フェリー：蟹田 - 脇野沢（冬期間運休）
- 三厩港

東日本フェリー：三厩 - 北海道福島町（ただし1998年以降運航休止）

## 名所・旧跡・観光スポット・祭事・催事

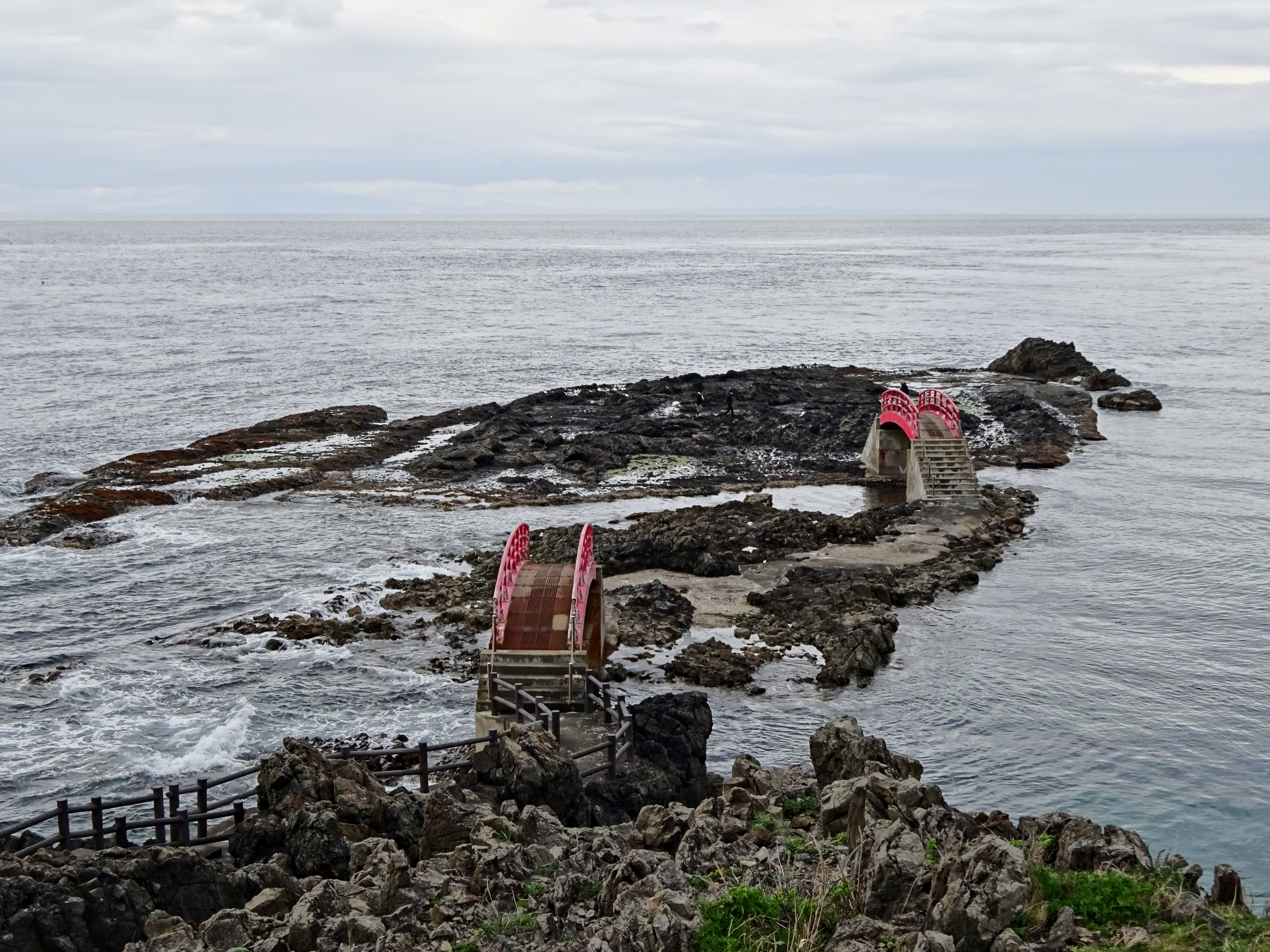
高野崎の潮騒橋と渚橋（奥）

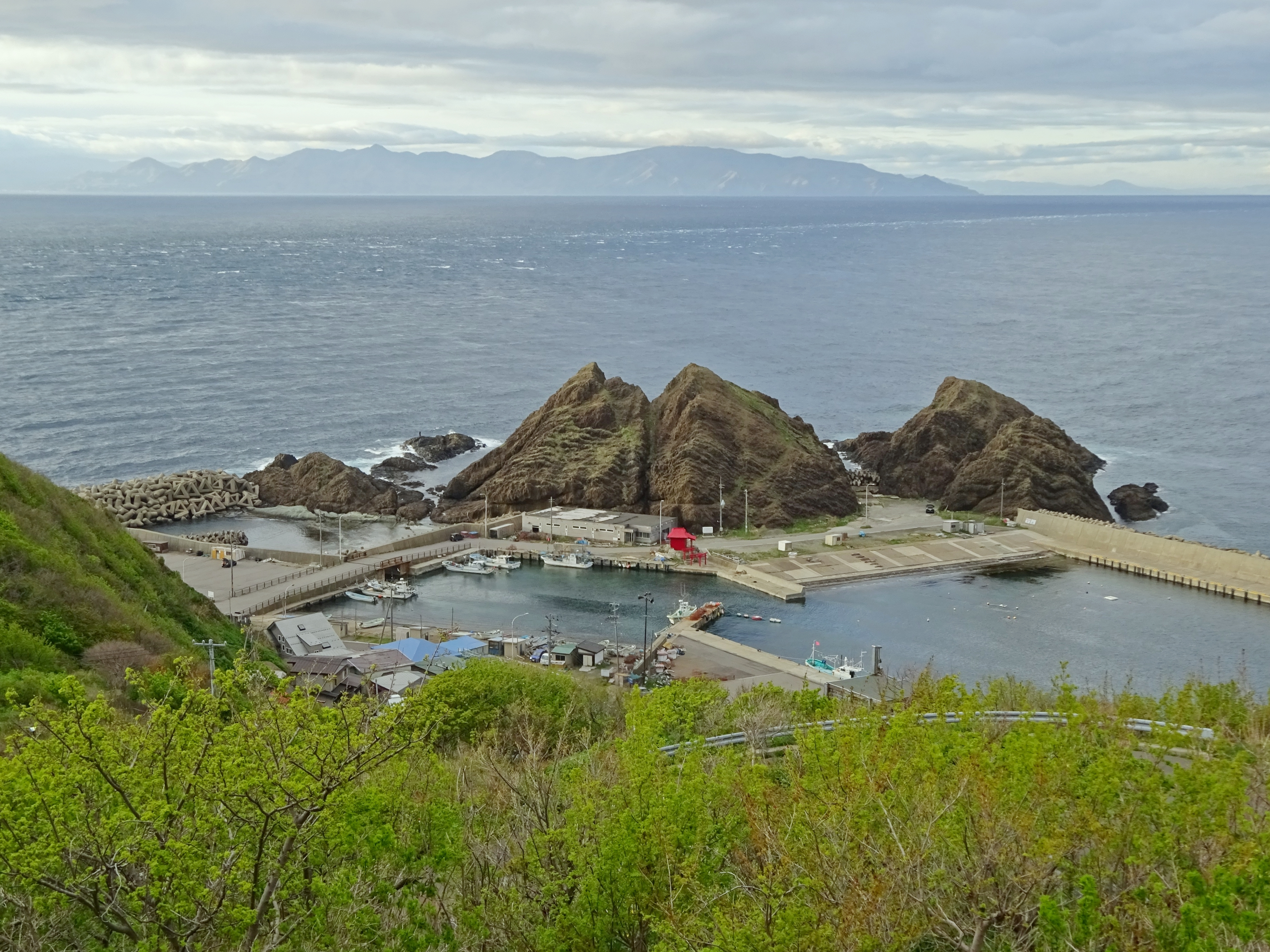
帯島と龍飛漁港

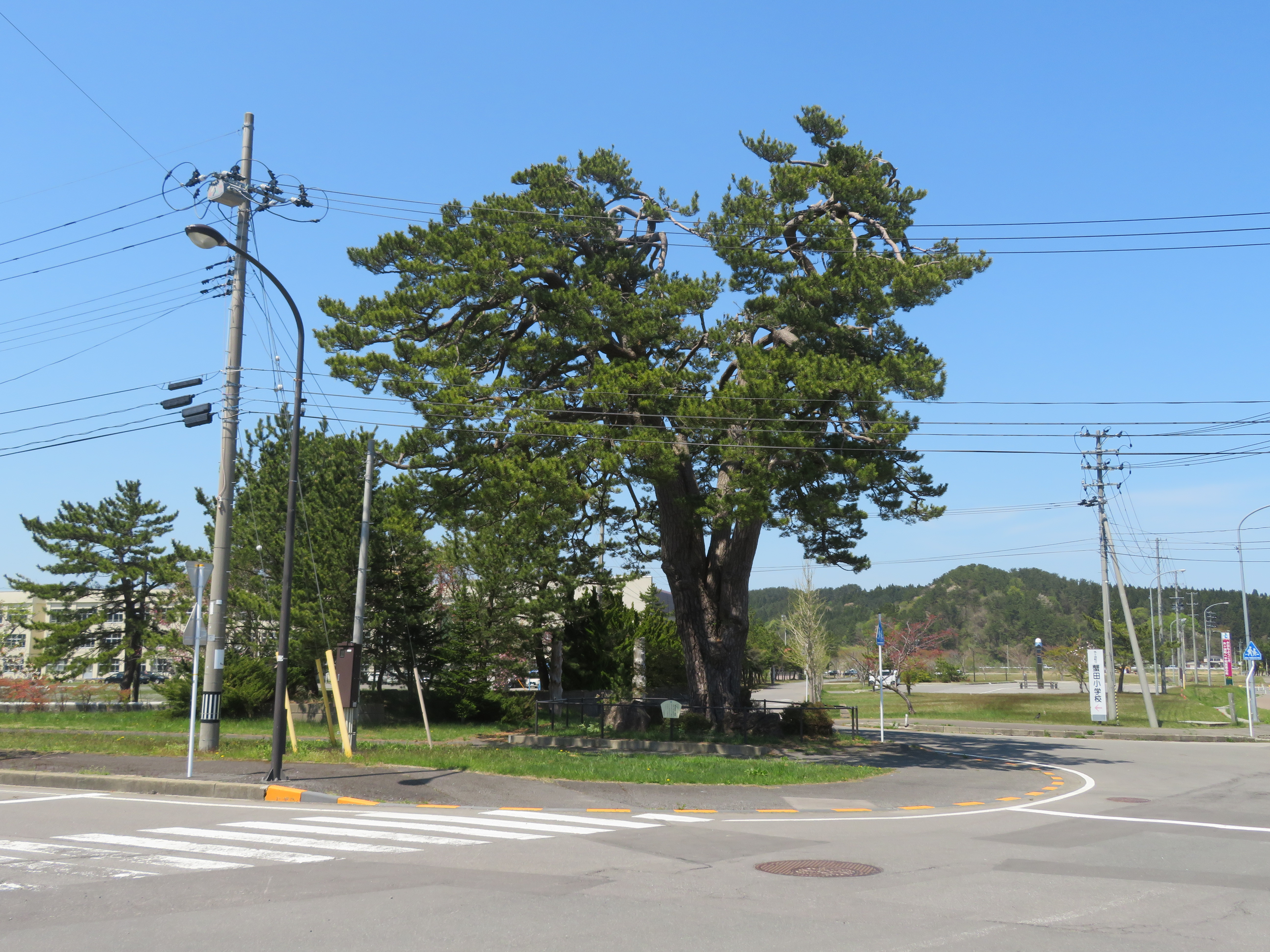
鍛冶屋の一本松

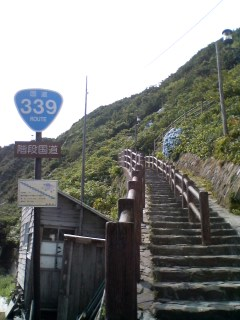
階段国道

2013年（平成25年）の観光入込客数は463,347人で、青森県内では16位である。最も観光入込客数が多いのは階段国道の184,875人で、以下、竜飛崎展望所（62,435人）、竜飛レストハウス（46,119人）と続く。
- 竜飛崎
- 高野崎
- 大平山元I遺跡
- 竜飛崎温泉
- 道の駅みんまや・青函トンネル記念館〔三厩龍浜〕
- 林間ファミリー国
- 太宰碑公園（太宰治の碑とあずまや）
- トップマスト
- 大山ふるさと資料館〔外ヶ浜町字蟹田大平沢辺〕
- 観瀾山公園
- 観瀾山公園海水公園
- 蟹田一本松公園
- 鍛冶屋の一本松
- おぐにふるさと体験館
- 階段国道
- 義経寺
- 平舘台場跡〔平舘田の沢〕 - 青森県指定文化財[7]
- 聞法寺

## 著名な出身者
- ジャッカル丸山（プロボクサー・ジュニアバンタム級初代チャンピオン[8]）
- 田澤拓也（ノンフィクション作家）
- 新高恵子（女優）
- 小田貴子（アナウンサー）※テレビ岩手、NHK宇都宮放送局、とちぎテレビ、茨城放送などで活動した。旧三厩村出身。

ゆかりの人物
- 工藤静香（歌手）※出身は東京都羽村市であるが、工藤の父が蟹田町の出身で、工藤自身も幼少期に過ごした。
- 松坂大輔（プロ野球選手）※青森県青森市生まれの東京都江東区出身だが、松坂の母が旧蟹田町の出身。